# Ampelita fulgurata
Ampelita fulgurata é uma espécie de gastrópode  da família Acavidae.
É endémica de Madagáscar.